# Londrina
Londrina è un comune del Brasile nello Stato del Paraná, parte della mesoregione del Norte Central Paranaense e della microregione di Londrina. È la seconda città più popolosa dello Stato. L'area metropolitana comprende i centri di Cambé, Ibiporã, Sertanópolis, Bela Vista do Paraíso, Jataizinho, Rolândia e Tamarana, raggiungendo i 750.000 abitanti.
La città ha molti discendenti di italiani, soprattutto di emigrati dall'Italia settentrionale, specialmente da Veneto e Lombardia. Altri popoli che hanno formato la popolazione di Londrina sono i tedeschi, i portoghesi e i giapponesi.

## Storia
Londrina è stata ufficialmente fondata il 10 Dicembre del 1934.  La città deve la sua prosperità al commercio del caffè e al lavoro degli immigrati europei, tra cui molti Italiani.

## Etimologia
Il nome Londrina è un omaggio alla capitale inglese Londra, essendo il primo insediamento opera di una compagnia inglese del settore del cotone.

## Economia
L'economia di Londrina continua ad essere principalmente agricola (caffè, cotone, frutta), sebbene l'industria e i servizi siano in continua espansione.

## Sport

### Calcio
Nel calcio il club è rappresentato dal Londrina Esporte Clube che ha militato per l'ultima volta in Serie A brasiliana nel 1986.

### Automobilismo
A Londrina è presente un tracciato dedicato ad Ayrton Senna, lungo 3,15 km e caratterizzato da due lunghi rettilinei. Viene usato per gare della Formula 3 Brasil (ex Formula 3 Sudamericana), Copa Petrobras De Marcas ed altre gare Turismo.

## Amministrazione

### Gemellaggi
- Modena
- Kaiserslautern

È presente il consolato onorario d'Italia